# Band Amazonas
Band Amazonas é uma emissora de televisão brasileira sediada em Manaus, capital do estado do Amazonas. Opera no canal 13 (22 UHF digital) e é uma emissora própria da Band.

## História
No fim da década de 1980, a Rede Bandeirantes firmou uma parceria com o ex-governador do Amazonas, Gilberto Mestrinho, para a retransmissão do seu sinal através de uma nova emissora que seria pertencente a Francisco Garcia (que virou vice na chapa de Mestrinho para a eleição estadual de 1990). A emissora foi inaugurada como retransmissora de TV (RTV) em 1987, um ano após a rede paulista ficar sem sinal com a desafiliação da TV Amazonas. Em 1989, recebeu o nome de TV Rio Negro, mas foi só em 13 de março de 1991 que a emissora foi oficialmente inaugurada.
Nos anos 2000, exibiu o polêmico programa Canal Livre, apresentado por Wallace Souza, que alcançou altos índices de audiência. Contudo, o sucesso foi ofuscado pelo escândalo dos "Irmãos Wallace", levando ao cancelamento do programa em 2009. A atração retornou à televisão na TV Em Tempo, afiliada ao SBT, com o nome de Programa Livre, mantendo-se no ar de 2013 a 2016.
Em agosto de 2008, a emissora foi adquirida pelo Grupo Bandeirantes de Comunicação, sendo renomeada como Band Amazonas em 26 de março de 2009. Essa aquisição fazia parte da estratégia do Grupo Bandeirantes para proteger a cobertura da Band no Estado do Amazonas, em resposta à perda de cobertura do SBT na região alguns anos antes.
A Band Amazonas foi a emissora foi responsável por lançar a ex-BBB e Miss Amazonas 2012, Vivian Amorim. Ela iniciou sua carreira como jornalista na apresentação do "Programa do Nathan" em 2015. Atualmente, Vivian está na TV Globo, onde faz reportagens para o Big Brother Brasil desde 2018.

## Sinal digital
Transição para o sinal digital
Com base no decreto federal de transição das emissoras de TV brasileiras do sinal analógico para o digital, a Band Amazonas, bem como as outras emissoras de Manaus, cessou suas transmissões pelo canal 13 VHF em 30 de maio de 2018, seguindo o cronograma oficial da ANATEL.